# Molberger Dose
Die Molberger Dose ist ein Naturschutzgebiet in den niedersächsischen Gemeinden Molbergen und Lindern im Landkreis Cloppenburg.
Das Naturschutzgebiet mit dem Kennzeichen NSG WE 192 ist 600 Hektar groß. Es steht seit dem 31. Dezember 1988 unter Naturschutz. Zuständige untere Naturschutzbehörde ist der Landkreis Cloppenburg.
Bei dem Naturschutzgebiet handelt es sich um ein Hochmoor in Form eines Kesselmoors. Im Ostteil des Naturschutzgebiets befindet sich ein 2,94 km langer Moorlehrpfad, der als Rundweg ausgelegt ist. Entlang des Weges werden an zehn Stationen Erläuterungen zum Thema Moor gegeben.